# Корсунский договор (1657)
Корсунский договор — договор, заключённый между Войском Запорожским и Швецией 25 октября 1657 года на Генеральной Войсковой Раде в Корсуне.
Со стороны Войска участие в выработке условий договора принимали Иван Ковалевский, Иван Богун и Юрий Немирич, со стороны Швеции — Густав Лиллекрона.
Договор предусматривал создание украинско-шведского политического союза, гарантирующего государственную независимость и территориальную целостность украинского государства.
По условиям договора шведский король Карл Х Густав обязывался добиваться признания Речью Посполитой независимости Украины.
Западноукраинские земли (Русское, Белзское, Подольское, Волынское воеводства) и Берестейское и Новогрудское воеводства, которые находились под властью Речи Посполитой, должны были войти в состав Гетманщины.
Начало военных действий между Швецией и Данией, сложная внутриполитическая ситуация в Украине не позволили реализовать условия Корсунского договора и обусловили подписание в 1658 году гетманом Иваном Выговским Гадячского договора.